# Les Visiteurs : Jacouille la Fripouille
Albums de Éric Lévi
C'est Okay !
(20 juillet 1993) Ze Méga
Dingue album
(7 décembre 1993)
Les Visiteurs : Jacouille la Fripouille est un album d'Éric Lévi, sorti en 1993. 
Surfant sur le succès du film Les Visiteurs de Jean-Marie Poiré, sorti quelques mois plus tôt, Éric Lévi, compositeur de la bande originale, réalise des « remix » à partir des répliques cultes du film. Ces remix ont fait l'objet de trois éditions en album, tous sortis en 1993 : C'est Okay !, Jacouille la Fripouille et Ze Méga Dingue album.
Étant les auteurs du scénario et des dialogues du film et donc des répliques ré-utilisées dans ces remix, Jean-Marie Poiré et Christian Clavier sont crédités aux paroles.
Les répliques entendues dans les deux morceaux sont prononcées par Marie-Anne Chazel, Jean Reno et Christian Clavier.
L'album est d'abord édité sur CD, avec seulement 2 pistes, puis sur Maxi 45 tours, avec 3 pistes dont une en provenance de l'album C'est Okay !.

## Liste des pistes
- CD single

| 1.   | Jacouille la Fripouille (Radio Mix)  | Poiré et Clavier | Éric Lévi | 3:30 |
| 2.   | Jacouille la Fripouille (Techno Mix) | Poiré et Clavier | Éric Lévi | 3:30 |
| 7:00 |                                      |                  |           |      |

- Maxi 45 tours

| 1. | Jacouille la Fripouille (Ragga Mix) | Poiré et Clavier | Éric Lévi | 5:02 |

| Face B | Face B                                    | Face B           | Face B    | Face B | Face B | Face B | Face B | Face B | Face B |
| No     | Titre                                     | Paroles          | Musique   | Durée  |        |        |        |        |        |
| ------ | ----------------------------------------- | ---------------- | --------- | ------ | ------ | ------ | ------ | ------ | ------ |
| 1.     | Jacouille la Fripouille (Techno Club Mix) | Poiré et Clavier | Éric Lévi | 5:06   |        |        |        |        |        |
| 2.     | C'est Okay ! (Big Gueux Mix)              | Poiré et Clavier | Éric Lévi | 4:30   |        |        |        |        |        |
| 14:38  |                                           |                  |           |        |        |        |        |        |        |

## Erreur
Dans le titre de l'album, le nom de Jacquouille la Fripouille est écorché : le « q » et le « u » ont été omis et il est donc écrit « Jacouille ».